# IMBEL MD97
IMBEL produit actuellement deux versions de son fusil d'assaut MD97 qui sont des modernisations des FA IMBEL MD2/MD3.

## Technique
Comme son modèle, le MD97 est un croisement du FN FAL (90 %) et du M16A1. Ils reprennent le système de visée du M16, ainsi que son calibre.

## Données métriques du MD97LM & MD97 LC
Le modèle 97LM est la version à canon court du FA MD97.
- Munition :	5,56x45mm OTAN
- Longueur totale (LT avec la crosse en position de transport) :  850 mm (600 mm)
- Canon : 330 mm
- Masse de l'arme vide :	3,3 kg
- Cadence de tir : 950 coups par minute
- Chargeur :  30 coups

La Version « Police » est identique mais ne pouvant tirer qu'en mode semi-automatique.

## Diffusion
La famille des MD97 n'a pas obtenues de clients étrangers. Ainsi, ils sont actuellement en service au sein :
- de la Polícia Militar,
- de la Policia Civil.
- et surtout des forces armées brésiliennes.